# Dom Aquino
Dom Aquino es un municipio brasilero del estado de Mato Grosso. Se localiza a una latitud 15º48'38" sur y a una longitud 54º55'04" oeste, estando a una altitud de 283 metros. Su población estimada en el comienzo de 2007 era de 8.264 habitantes según datos del IBGE.
Actividades económicas: extracción de palmito, agua mineral, producción agrícola de caña de azúcar, soja, algodón, maíz, arroz, banana, coco de la bahía; actividad ganadera lechera, industria alimentaria, y otras actividades en menor escala.

## Historia
Alrededor de 1920, garimpeiros procedentes de Poxoreo abrieron pozos en Pombas, Cel. Ponce e iniciaron la población del actual municipio de Dom Aquino. La primera denominación de la localidad fue Mutum. El nombre es derivado de la gran cantidad de pájaros galiformes de la familia de los cracídeos, los mutuns. El nombre fue primeramente dado a un río y después a la corrutela.
El municipio de Mutum fue creado por la Ley Estatal n.º 1.196, de 22 de diciembre de 1958. Con esta denominación pasó a la historia mato-grossense. La Ley Estatal n.º 2.492, de 24 de septiembre de 1965, de autoría del diputado Walderson Coelho, determinó la alteración del nombre del municipio de Mutum para Dom Aquino.

### Origen del nombre
El nombre de la ciudad es homenaje a D. Francisco de Aquino Correia, que fue Arzobispo de Cuiabá.

### Peculiaridades
El primer telégrafo del Estado de Mato Grosso fue edificado por el Mariscal Rondon en la ciudad de Dom Aquino, más precisamente en el Distrito de Coronel Ponce.

## Imágenes

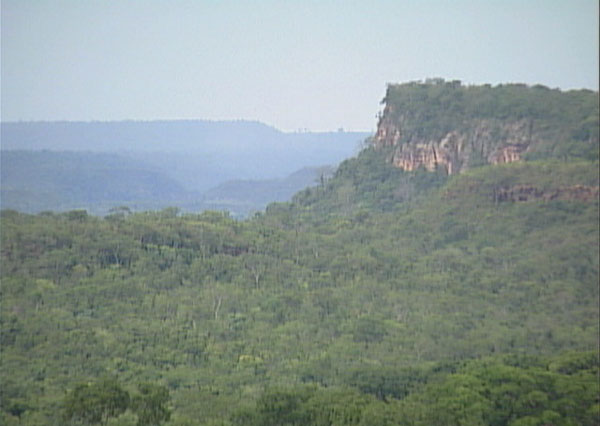
Colina del Indio, relieve típico de la Zona Rural
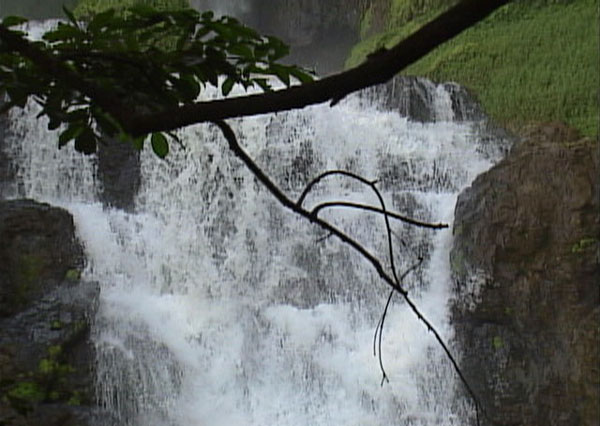
Fuentes de aguas termales y minerales

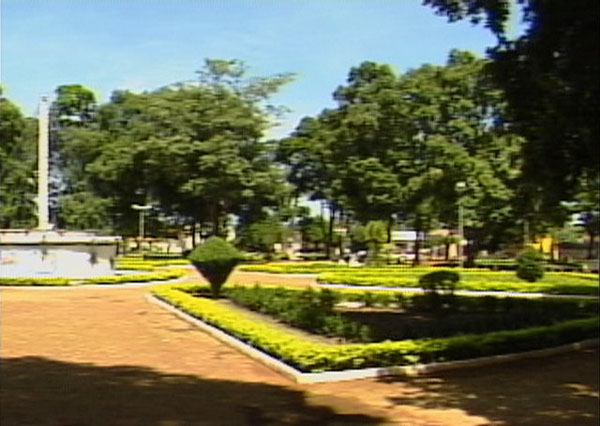
Plaza Emanuel Pinheiro, Centro
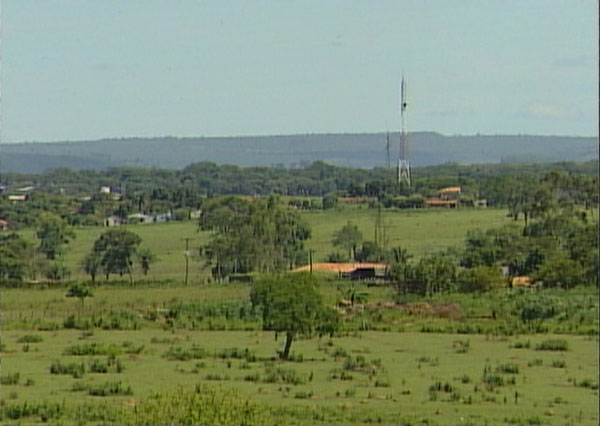
Vista de la Zona Rural en las proximidades del núcleo urbano